# ラルフ・ワルド・エマーソン
ラルフ・ウォルドー・エマーソン（Ralph Waldo Emerson [rælf ˈwɑːldoʊ ˈɛmərsən]、1803年5月25日 - 1882年4月27日）は、アメリカ合衆国の思想家、哲学者、作家、詩人、エッセイスト。超絶主義の先導者。
Waldoはウォルドウ、ウォルド、ワルド、Emersonはエマソン、エマスンなどとも表記される（英語では、Emersonは第1音節にアクセントがある）。
アメリカ合衆国マサチューセッツ州ボストンに生まれる。18歳でハーバード大学を卒業し21歳までボストンで教鞭をとる。その後ハーバード神学校に入学し、伝道資格を取得し、ユニテリアン派の牧師になるが、ユニテリアンの合理性に満足できず、また教会の形式主義に疑問を感じて辞職し、渡欧。ワーズワース、カーライルらと交わる。帰国後は個人主義を唱え、米文化の独自性を主張した。
エマーソンはスウェーデンボルグ神学の強い影響を受け、次第に当時の宗教的社会的信念から離れ、1836年に汎神論的象徴主義による評論「自然」（Nature）を発表し、これが彼を中心とする超絶主義運動のバイブルとなった。続いて草分け的な仕事として、1837年に「アメリカの学者」（The American Scholar）と題した演説を行い、オリバー・ウェンデル・ホームズ・シニアは、アメリカの「知的独立宣言」であると評した。
エマーソンは主要な評論のほとんどを、まず講演用に書いてから出版用に改めた。最初の二つの評論集'Essays: First Series'と'Essays: Second Series'は、それぞれ1841年と1844年に出版された。それらは'Self-Reliance'、'The Over-Soule'、'Circles'、'The Poet'、'Experience'が含み、彼の思想の核心である。'Nature'とこれらの評論によって、1830年代半ばから1840年代半ばにかけての10年間は、エマーソンにとって最も実り多い時期となった。
彼の評論は後の思想家、著述家、詩人に大きな影響を与えた。エマーソンは、自身の中心教義を一言にすると、「個人の無限性」であると語った。エマーソンはまた、共に超絶主義者であるヘンリー・デイヴィッド・ソローの師であり友であることが有名である。

## 幼年時代、家族、教育
エマーソンは1803年5月25日、マサチューセッツ州ボストンで生まれた。両親はルース・ハスキンスと、プロテスタントの一派であるユニテリアン派の聖職者であるレフ・ウィリアム・エマーソンである。彼は母方の伯父ラルフと父方の祖祖母レベッカ・ワルドから名付けられた。エマーソンは成人できた5人の息子達の2番目で、他の兄弟はウィリアム、エドワード、ロバート・バークレー、チャールズである。他の3人の子供達、フェーベ、ジョン・クラーク、マリー・カロリーヌは、成人する前に亡くなった。
1811年5月12日、8歳になる10日程前に、父が胃癌のため若くして他界した。 エマーソンは一族の女性達に助けられながら、母親に養育された。叔母のマリー・ムーディ・エマーソンが、彼に特に深く影響を与えた。彼女は断続的に共に暮らし、1863年に亡くなるまでエマーソンと文通し続けた。
エマーソンの正規教育は、1812年、9歳の時、ボストン・ラテン・スクールに始まった。1817年8月、14歳でハーバード大学に入学した。そこでは新入生の連絡係に任命され、不品行の学生を呼んで教員に伝えることが求められた。3年生の半ばからエマーソンは読んだ本のリストと、後に'Wide World'と呼ばれることになる、何冊もに及ぶ日記をつけ始めた。エマーソンは学費をまかなうために仕事もした。それには学生食堂のウエイター、マサチューセッツ州ウォルサムの伯父サムエルの元での臨時講師があった。4年時にエマーソンは、ミドルネームのワルドを使うことに決めた。 エマーソンは卒業生を代表する詩人としての慣例に習い、正式な卒業1ヶ月前の1821年8月29日、18歳の時、ハーバード大学卒業式で自作の詩を発表した。卒業礼拝では、神秘家・神学者・科学者のエマニュエル・スウェーデンボルグに強い影響を受けた学生サンプソン・リードのスピーチを聞いて、深い感銘を受け、スピーチ原稿を書き写して宝物にした。これが生涯続くスウェーデンボルグへの関心の契機となったと考えられている。エマーソンは学生として突出せず、59人の級友のちょうど中位で卒業した。
1826年、エマーソンは健康問題から温暖な気候を求めて移り住んだ。最初にサウスカロライナ州チャールストンに行ったが、十分な暖かさはなかった。そこでさらに南の、フロリダ州セントオーガスティンへ行った。そこで彼は長いこと浜辺を散策し、詩を書き始めた。セントオーガスティンにいる間に、ナポレオン・ボナパルトの甥アシーユ・ミュラ王子と知り合いになった。ミュラはわずか2歳年上で、彼らはとても親しくなった。二人は宗教、社会、哲学、政治についての啓発的な議論をした。エマーソンはミュラを、自身の知的教養における重要人物ととらえていた。1826年に出版されたサンプソン・リードの『心の成長に関する観察』を読んで、リードに決定的に傾倒するようになる。エマーソンはリードの著作を繰り返し読んで座右の書とし、これを基礎に執筆活動を始めた。そこに説かれていた「相応」というスウェーデンボルグ神学の独特の概念が、彼の思想の中心概念となり、スウェーデンボルグ神学は、のちの超絶主義の重要な概念となった。

## 初期の経歴

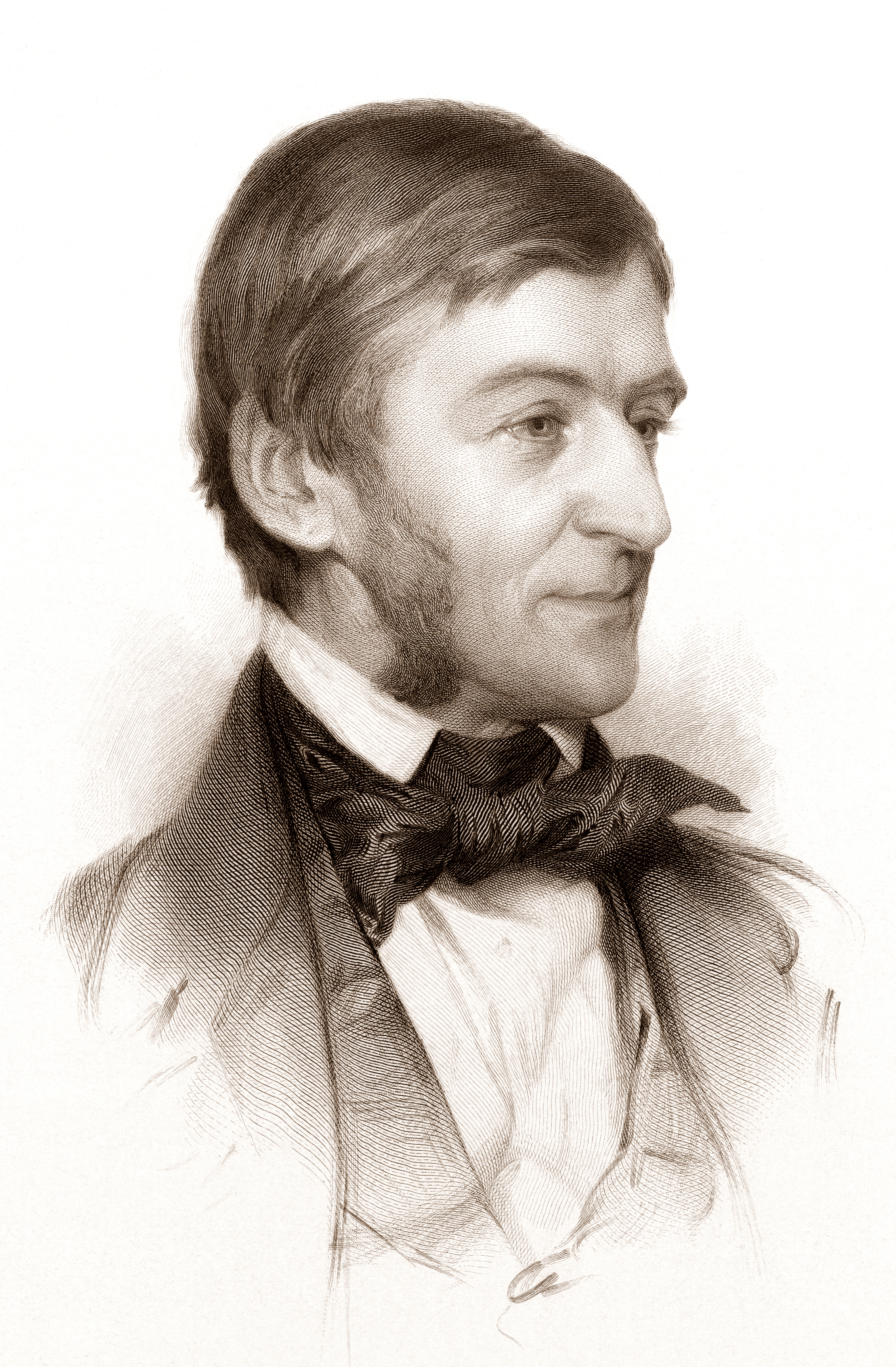
銅版画, 1878

ハーバード大学を卒業し、マサチューセッツ州チェルムズフォードに自分の学校を建てた後、エマーソンは、母の家に設立した若い女性のための学校で、兄ウィリアムを手伝った。ウィリアムが神学を学ぶためにゲッティンゲンに行くと、エマーソンはその学校を任かされた。その後数年にわたって教師として生計を立て、それからハーバード神学校に行った。2歳年下の弟エドワードは、ハーバード大学を首席で卒業した後、ダニエル・ウェブスターの法律事務所に入った。エドワードの健康は悪化し始め、その上程なく精神の崩壊にも苦しむこととなった。彼は1828年6月、23歳でマクリーン精神病院に収容された。精神の安定は取り戻したものの、1834年、長年患った結核で亡くなったとみられる。1808年生まれの聡明で将来を約束された弟チャールズは、1836年に同じく結核により死去した。これでエマーソンは、数年の内に若い近親者を3人失うこととなった。
エマーソンが最初の妻エレン・ルイザ・ツッカーにニューハンプシャー州コンコードで出会ったのは1827年のクリスマスであり、彼女が18歳になって結婚した。2人はボストンに引っ越したが、既に結核に冒されていたエレンを世話するため、母のルースがついて行った。2年も経たずに、1831年2月8日、エレンは20歳で世を去った。彼女の最後の言葉は「私は平穏と喜びを忘れたことはない」であった。エマーソンは彼女の死に痛く衝撃を受け、毎日ロックスバリーの墓地を訪れた。1832年3月29日の手記には、「私はエレンの墓へ行き、棺を開いた」と記された。
ボストン第二教会がエマーソンを助任牧師として招き、1829年1月11日に職位を授けられた。彼の初任給は年1,200ドルだったが、7月には1,400ドルに上がった。しかし彼は教会の仕事に加え、他の任にもあずかっていた。マサチューセッツ議会の牧師であり、ボストン学校会議のメンバーでもあった。教会の仕事は彼を多忙にし、この頃妻の死が差し迫っていたのだが、自分の信仰を疑い始めていた。
妻の死後、彼は教会のやり方に賛同しなくなってきた。1832年6月の日記には、「私は時にこう思う。良き聖職者になるには、聖職を離れる必要があるのではないか。信仰告白は時代遅れだ。時代は変わったのに、我々は先祖達のだめになったやり方で礼拝している」とある。エマーソンは教派の勤めの執行についてと、一般的な礼拝法に対する疑念について、教会との意見の相違を公にし、1832年に解任された。「このようにしてキリストを讃えることは、私には合っていない。私がそれをやめる理由として十分だ」と彼は書いている。あるエマーソン学者は、「牧師の作法に適った黒衣を脱ぎ捨て、彼は自由に講演者や教師の衣を、つまりは慣例や伝統の限界に縛られない思索家の衣を選んだのである」と指摘している。
エマーソンは1833年にヨーロッパを旅行し、後に1856年の'English Traits'に書いている。彼は1832年のクリスマスにジャスパー号に乗船し、まずマルタ島へ向かった。ヨーロッパ旅行の間に数ヶ月をイタリアで過ごし、ローマ、フィレンツェ、ヴェネツィアなどの都市を訪れた。ローマでジョン・スチュアート・ミルに会い、トーマス・カーライルへの紹介状を書いてもらった。エマーソンはスイスで旅の同行者に、フェルネにあるヴォルテールの家へ無理矢理行かされた。「徹頭徹尾、彼の恥ずべき名声に対して異義を申し立てた」。それから彼は「賑やかでモダンなニューヨーク」、パリへ赴いた。そこではJardin des Plantes（パリ5区の植物園）を訪れた。彼は植物学者ジュシューの様式に従い分類された植物の体系と、そのあらゆる対象の相関性に大きな感銘を受けた。リチャードソンは、「Jardin des Plantesでエマーソンが事物の相関関係について洞察した瞬間は、彼を神学から遠ざけ科学へ向かわせた、ほとんど神秘的な瞬間であった」と述べている。
イギリス北部で、エマーソンはウィリアム・ワーズワース、サミュエル・テイラー・コールリッジ、トーマス・カーライルと出会った。カーライルはとくに、エマーソンに強い影響を与えた。エマーソンは後にアメリカでカーライルの非公式な代筆者となり、1835年3月にはカーライルにアメリカへ講演に来るよう働きかけている。1881年にカーライルが死去するまで、2人は文通しつづけた。

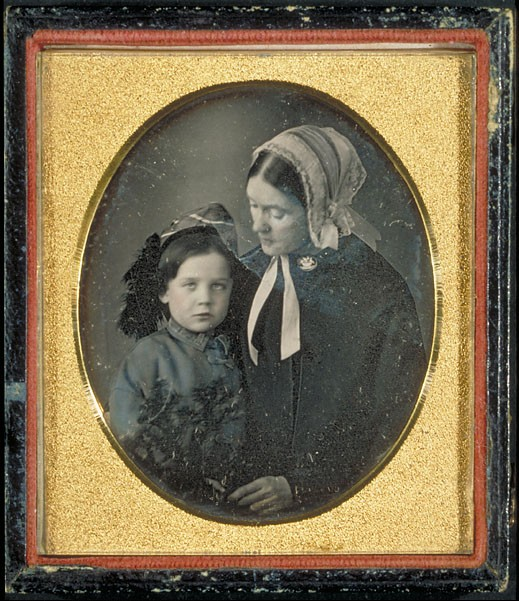
リディアン・ジャクソン・エマーソンと息子のエドワード・ワルド・エマーソンの銀板写真 日付不詳

エマーソンは1833年8月9日にアメリカへ帰国し、マサチューセッツ州ニュートンで母親と暮らした。1834年に同州コンコードに引っ越し、義祖父のイズラ・リプレー医師と共に、後にThe Old Manse（古い牧師館）と名付ける館で暮らした。あらゆる種類の論題について講演を行う新鋭の文化運動を見て、エマーソンは講演者を職業にできると考えた。生涯では1,500回余りの講演をすることとなるのだが、1833年11月5日、ボストンにおける博物学の活用について初講演を行った講演が最初であった。これは彼のパリでの経験を発展させたものである。この講演で、彼はいくつかの主な信念と、最初に出版した評論である'Nature'で後に展開することになる考えを打ち出した。
1835年1月24日、エマーソンはリディア・ジャクソンに結婚を申し込む手紙を書いた。彼女の承諾の返事は28日に届いた。1835年7月、マサチューセッツ州コンコードの、ケンブリッジ・コンコード有料道近くに家を買った。その家は後にBushと名付けられ、現在ラルフ・ワルド・エマーソンの家として公開されている。エマーソンはすぐに、町の主導者の一人となった。彼は1835年9月12日に、コンコード市200周年記念講演を行った。2日後、彼はリディア・ジャクソンと彼女の郷里マサチューセッツ州プリマスで結婚し、9月15日にエマーソンの母親と共にコンコードの新居へ移った。
エマーソンはすぐに、妻の名をリディアンに変え、彼女をQueenie、時にはAsiaと呼んだ妻は彼を、ミスター・エマーソンと呼んだ。彼らの子供は、ワルド、エレン、エディット、エドワード・ワルド・エマーソンである。エレンは最初の妻からとったとリディアンは指摘している。
エマーソンは大学時代は貧しく、後の生涯の多くは家族を支えていた。エレンの死後はかなりの額を相続したが、1836年にはそれを得るためにツッカー家を訴訟しなければならなかった。1834年5月、彼は11,600ドルを、1837年7月にはさらに11,674ドルを受け取った。1834年、彼は最初の遺産の支払いで1,200ドルの収入を見込んでおり、牧師としての収入に匹敵した

## 文学的経歴と超絶主義

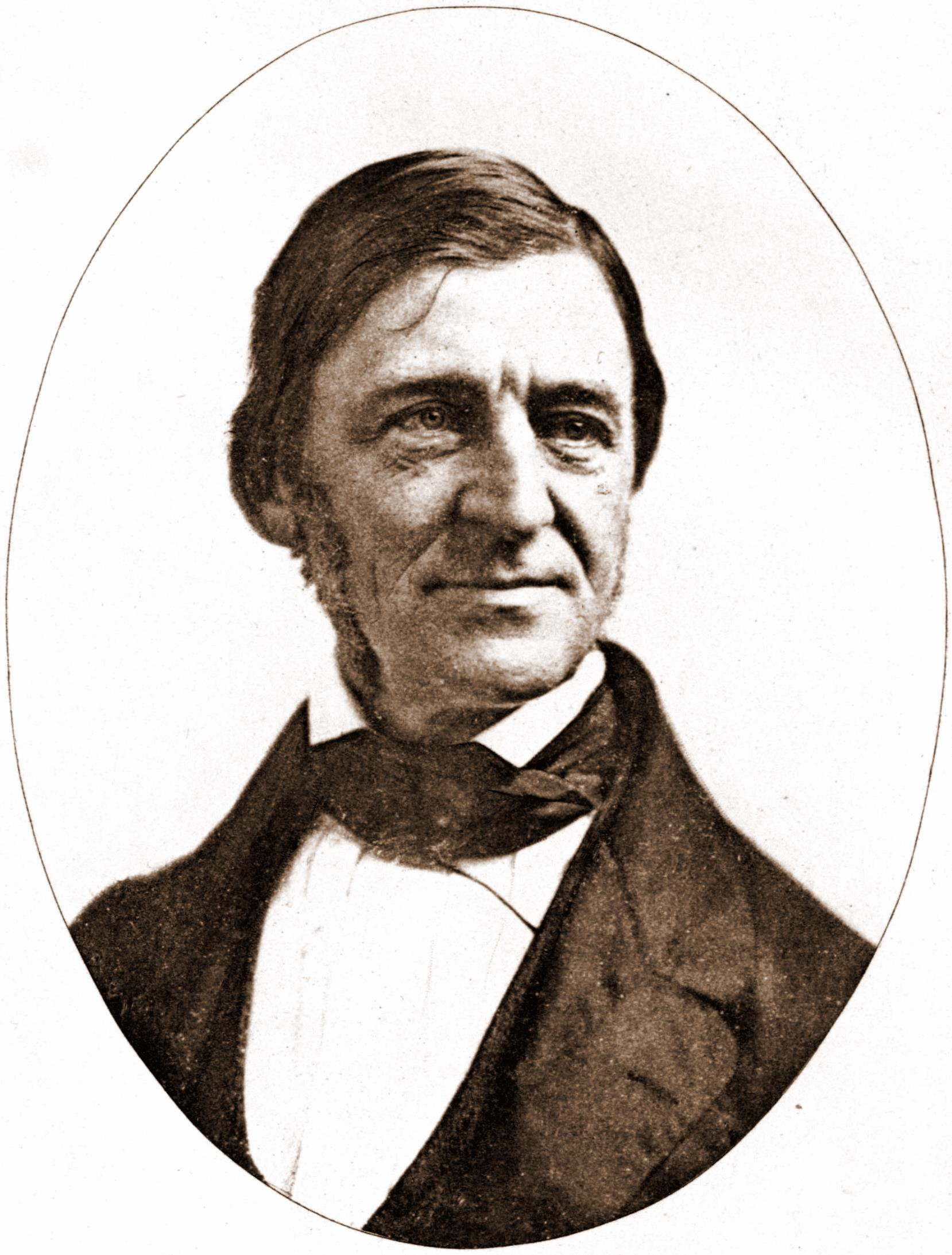
ラルフ・ワルド・エマーソン 1859

1836年9月8日、'Nature'出版前日、エマーソンはフレデリック・ヘンリー・ヘッジ、ジョージ・パトナム、ジョージ・リプリーと会い、同好の知識人達の定期集会を企画した。これが超絶クラブのはじまりであり、運動の中心部となった。最初の公式会議は1836年9月19日に行われた。1837年9月1日、女性が初めて超絶クラブの会議に参加した。エマーソンはマーガレット・フラー、エリザベス・ホール、サラ・リプリーを確実に参加させるために、会議の前に自宅の夕食に招いた。フラーは超絶主義の重要人物になって行く。
1836年9月9日、エマーソンは匿名で最初の評論である'Nature'を出版した。1年後の1837年8月31日、エマーソンは今は有名となったΦΒΚ（ファイ＝ベータ＝カッパ）で'The American Scholar'を演説した。それは当初は「ケンブリッジのΦΒΚクラブ前で行われた演説」として知られていたが、1849年刊行の評論集で改名された。友人達は話を出版するよう促し、自費出版したところ、500部はひと月のうちに売り切れた。演説の中でエマーソンは、アメリカの知的独立を宣言し、アメリカ人がヨーロッパを離れて独自の様式で執筆すべきことを力説した。当時ハーバードの学生だったジェームズ・ラッセル・ローウェルはそれを「アメリカ文学史上前代未聞」と言い、ロヴァーエンド・ジョン・ピースは「支離滅裂で意味不明に聞こえる」と言った。
1837年、エマーソンはヘンリー・デイヴィッド・ソローと親しくなった。1835年頃には既に会っていたようだが、1837年秋、エマーソンがソローに「あなたは日記をつけていますか」と尋ね、この問いかけがソローに一生涯にわたるインスピレーションを与え続けたのである。エマーソン自身の日記は、大判本16巻の完全版が1960年から1982年にかけてハーバード大学出版会より発表された。日記をエマーソンの重要な文学作品とみなす学者もいる。
1837年、エマーソンはボストンのフリーメイソン寺院で歴史哲学に関する連続講演を行った。これが初めて彼自身が運営した連続講演であり、真の講演者としての経歴の始まりであった。この連続講演で得た収入は講演団体からもらっていたものよりかなり高額だったため、エマーソンはその後も度々、自分で講演を運営した。結果として年80回にも及ぶ講演をし、北部アメリカ中をめぐった。セントルイス、デモイン、ミネアポリス、カリフォルニアまでも駆けつけた。
1838年7月15日、エマーソンはハーバード神学校の神学会館に招かれて卒業演説を行った。それは「神学校演説」として知られることとなった。彼は聖書の奇跡を疑問視し、イエスは偉大なる人間であり、神ではないと宣言した。伝統的キリスト教は、オリエントやギリシアでオシリスやアポロンをそうしたように、キリストを半神に仕立て上げてしまった、と彼は語った。彼の発言は、教会主流派や一般のプロテスタント社会では冒涜に値した。そのため、彼は無神論者で、若者の精神を毒すると非難された。批判に対し彼自身は応じず、他の人に弁護させた。その後30年間、彼はハーバードに再び招かれることはなかった。
超絶クラブは1840年7月に、最大の機関誌である'The Dial'を出版開始した。彼らは1839年8月には雑誌を企画していたが、1840年の1週目まで仕事を始めなかった。ジョージ・リプリーが編集長で、『十九世紀の女性』（1845）の著者にして先駆的フェミニストであったマーガレット・フラーが監修者であった。数人に断られた後、エマーソンは彼女を選んだのだった。フラーは2年程在任してエマーソンが引き継ぎ、エレリー・チャニングやソローを含む、若い作家達の才能を伸ばすことに雑誌を活かしていった。
1841年、2冊目の著作である『エッセイ――第一集』'Essays'を出版した。そこには有名な'Self-Reliance'が含まれる。彼の叔母はそれを「無神論と偽の独立宣言の奇妙な寄せ集め」と呼んだが、それはロンドンとパリで好評を博した。この本の成功が他にも増して、彼の国際的名声の基盤となった。
1842年1月、エマーソンの長男ワルドは猩紅熱で他界した。彼は自身の悲しみを、詩'Threnody'の「喪いゆくこととは、死にゆくことに他ならない」や、評論'Experiance'で語った。同じ月にウィリアム・ジェームズが生まれ、エマーソンは名付け親になった。
ブロンソン・オルコットは1842年11月、「良い建物と良い果樹園と大地のある、素晴らしい100エーカーの農園をつくる」計画を公言した。チャールズ・レーヌは90エーカー(360,000m2)の農園を、1843年5月にマサチューセッツ州ハーバードに購入した。それは超絶主義に部分的にインスピレーションを受けたユートピア構想に基づく共同体である、フルーツランドとなる予定だった。農園は共同体の労働により運営され、動物は労役に用いない。参加者は肉を食べず、羊毛も毛皮も用いないというものだった。エマーソンは、彼自身が実験に関与しないことを「残念に思う」と語った。例えそうでも、エマーソンはフルーツランドが成功するとは思っていなかった。「彼らの主張は全くもって高い精神によるものなのだが、いつも最後にはもっと土地と金をよこせと言うのだ」と彼は書いている。さらにオルコットは、フルーツランド操業の困難に対し準備をしていなかったと認めた。「我々の誰も、夢に見た理想的生活を現実的に行っていく準備をしていなかった。だから失敗に終わったのだ」と彼は記している。この失敗の後、エマーソンはコンコードにオルコット一家のための農場を買う手助けをした。その農場をオルコットは'Hillside'と名付けた。
'The Dial'は1844年4月をもって廃刊した。ホラス・グリーリーはそれを、「この国でかつて出版された、最も個性的で思索的な定期刊行物の最期」と報じた。(1929年から数回、同名の無関係な雑誌が刊行されている)
1844年、エマーソンは彼の2番目の評論集『エッセイ――第二集』'Essays: Second Series'を出版した。ここには'The Poet'、'Experience'、'Gifts'、そして1836年のものと同名だが異なる作品の'Nature'が収録された。
エマーソンはニューイングランド及び国内の多くの地域で有名な講演者となり生計を立てていた。1833年に講演を始め、1850年代には年間80回にも及んだ。1回につき10ドルから50ドルを受け取り、通常冬の「講演シーズン」には2,000ドルを下らない収入が舞い込んだ。これは他からの収入より多かった。何年かは6回の連続講演で900ドルを稼ぎ、ボストンの冬の連続講演で1,600ドルを手に入れた。彼はその収入で所有地を広げることが出来、ウォールデン湖のそばに11エーカー(45.000m2)の土地と、その近くの松林数エーカーを購入した。彼は「およそ14エーカーの土地と水域の領主」と自らについて書いている。
エマーソンはフランスの哲学者ヴィクトル・クザンの作品を読んだ際に、インド哲学に出会った。1845年のエマーソンの日記には、彼が『バガヴァッド・ギーター』とヘンリー・トーマス・コールブルックの'Essays on the Vedas'を読んでいるとある。エマーソンはインドの古典『ヴェーダ』から強い影響を受け、彼の著作の多くは一元論の色調が濃い。彼の超絶主義は、ラーム・モーハン・ローイのネオ・ヴェーダーンタの影響を強く受けたといわれる。
インド思想の影響の最たる例のひとつは、'The Over Soul'のうちに認められる。
1847年から1848年にかけて、エマーソンはイングランド、スコットランド、アイルランドを旅行した。彼はまた、二月革命と六月蜂起の間にパリを訪れた。彼が到着した時、2月の暴動でバリケードを作るために切り倒された木の切り株を見た。5月21日、彼は旧練兵場で、調和と平和と勤労を祝う群衆の只中にあった。彼は日記に、「今年の終わりに、私は革命が一本の木に値したかどうか見定めよう」と記した。この旅はエマーソンの後の作品に重要な痕跡を残した。彼の1856年の著作'English Traits'は、旅行日記や手記に記録した観察に大きく基づいている。エマーソンは後にアメリカ南北戦争を、1848年のヨーロッパで起きた革命と同じ基盤を持つ「革命」であるとみなすようになった。
1852年2月、エマーソンとジェームズ・フリーマン・クラーク、ウィリアム・ヘンリー・チャニングは、1850年に死去したマーガレット・フラーの作品と手紙の編集をした。彼女の死から1週間のうちに、ニューヨークの彼女の編集者ホラス・グリーリーはエマーソンに、「彼女の死の悲しみにより高まっている関心が冷めないうちに」フラーの伝記'Margaret and Her Friends'を出版するよう言った。'The Memoirs of Margaret Fuller Ossoli'という題で出版されたが、フラーの言葉を大幅に修正・改ざんした。彼らはフラーに対する大衆の興味は一時的なもので、彼女は歴史的人物としては残らないと考え、伝記の正確性を気にすることはなかった。意図的な創作が含まれる伝記は、当時は50年代の伝記ベストセラーとなり、19世紀の終わりまでに13版まで再版された。
ウォルト・ホイットマンは1855年に革新的詩集『草の葉』を出版し、エマーソンに贈って意見を求めた。エマーソンは肯定的に評価し、返事として5頁の称賛の手紙を送った。エマーソンの承認は『草の葉』初版が大きな関心を呼ぶ助けとなり、ホイットマンはその後すぐに第2版を出す気になった。この版はエマーソンの手紙の言葉を引いて、「私はあなたの大いなる経歴の始まりを歓迎します」と、表紙の金色の葉の中に印刷した。エマーソンはこの手紙を公にしたことに抗議した。そして後には、この作品に対しより批判的になった。

## 南北戦争時代
エマーソンは断固として奴隷制に反対だったが、世間の注目を浴びたがらず、この問題について講演することをためらった。しかし彼は1837年7月頃に始まり、南北戦争の間には数多くの講演を行った。はじめは多くの友人や家族が彼よりも活発な廃止論者だったが、1844年以降は奴隷制反対により積極的な役割を果たした。彼は多くの演説や講演をし、とくにジョン・ブラウンがコンコードを訪れた際には家で歓待した。1860年、彼はエイブラハム・リンカーンに投票したが、リンカーンが奴隷制の完全撤廃よりも北部の保護に関心があることに失望した。南北戦争が勃発すると、エマーソンは直ちに、奴隷の解放を信じると表明した。
1860年にはエマーソンは7番目の評論集'The Conduct of Life'を出版した。この中ではエマーソンは、「当時最も困難な問題のいくつかに取り組んでいる。彼の奴隷制廃止論者としての経験が、結論にかなり影響を及ぼしている」と評される。これらの評論ではまた、エマーソンは、戦争は国家を再生させる意味があるという考えを強く抱いていることがわかる。「南北戦争、国家の破綻、あるいは革命、それはものぐさな繁栄の年月よりも、本質的に豊かなのである」とエマーソンは書いている。
エマーソンは1862年1月末にワシントンD.C.を訪れた。1862年1月31日、スミソニアンで一般講演を行い、「南部は奴隷制を習わしと言い、私はそれを欠陥と言う。文明社会には撤廃することが必要である」と宣言した。次の日の2月1日、友人のチャールズ・サムナーが彼をリンカーンに会わせるため、ホワイトハウスへ連れて行った。リンカーンはエマーソンの著作に親しんでおり、講演にも行ったことがあった。エマーソンのリンカーンへの疑念は、この面会の後に軟化した。1865年コンコードのリンカーン追悼礼拝で彼は演説し、「有史以来の幾多の悲劇の中で、彼の死の知らせほどに悲痛を生む死が、後にも先にもあるだろうか」と語った。エマーソンはまた、サルモン・ポートランド・チェース財務長官、エドワード・ベイツ検察長、エドウィン・マクマスターズ・スタントン陸軍長官、ギデオン・ウェルス海軍長官、ウィリアム・シューワード国務長官を含む多くの政界の要人と会った。
1862年5月6日、エマーソンが庇護していたヘンリー・デイヴィッド・ソローが44歳で結核のため亡くなり、エマーソンは彼に讃辞を贈った。1849年にソローが "A Week on the Concord and Merrimack Rivers" を出版して以降不和となったものの、エマーソンは彼を親友と呼び続けた。もう一人の友ナサニエル・ホーソーンは1864年、ソローの2年後に死去した。ホーソンがコンコードに埋葬される際は、棺側葬送者の一人となった。「陽光と新緑の燦めく中」であったとエマーソンは記した。エマーソンは1864年、アメリカ学芸協会のメンバーに選出された。
1865年に娘のイーディス（Edith Emerson）がウィリアム・ハサウェイ・フォーブスと結婚し、エマーソン家は一層格式の高い門閥となった。

## 晩年と死

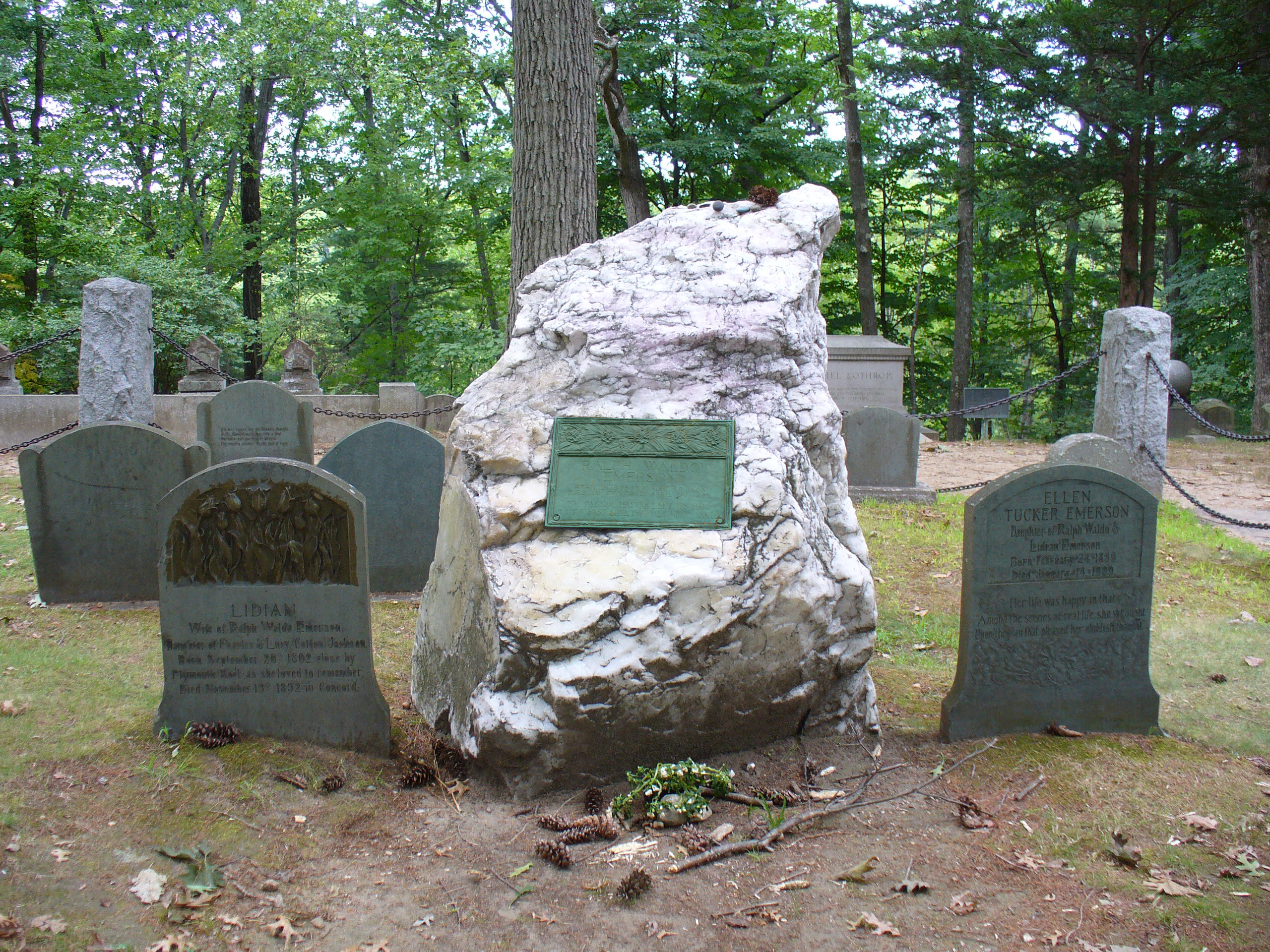
エマーソンの墓　スリーピーホロウ墓地

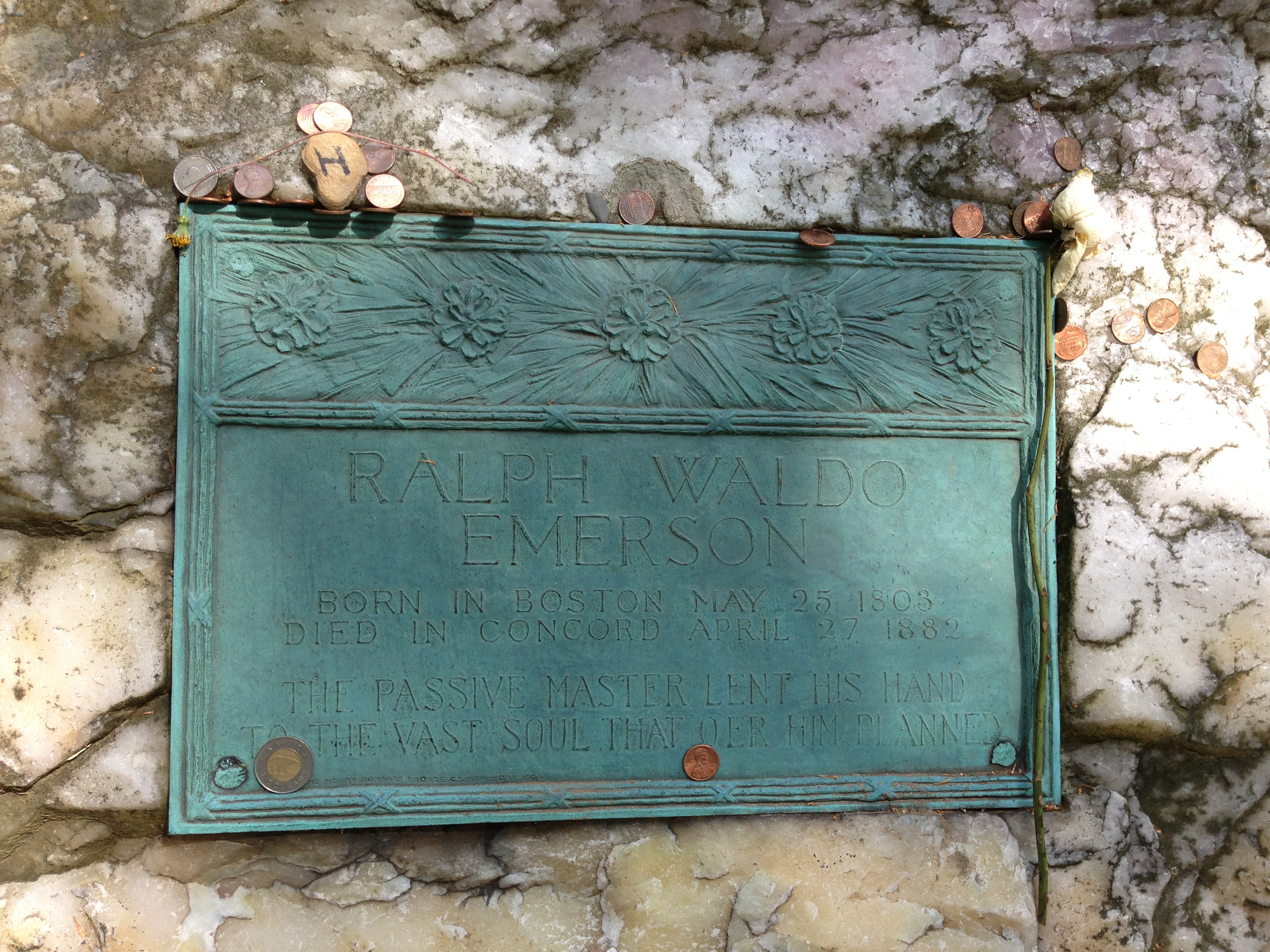
墓の拡大図

1867年より、エマーソンの健康状態は悪化していった。彼はあまり日記を書かなくなった。1871年の夏か1872年の春頃からエマーソンは記憶障害があり、また言語症に苦しんだ。70年代終わりには、時に自分の名前を忘れ、誰かが具合を尋ねると、「とてもいいです。私は精神機能を失いましたが、でも完全に良好です」と答えた。
エマーソンのコンコードの家は、1872年7月24日に火事になった。近隣に助けを求め、消火をあきらめ、できる限り家財を守ろうとした。火はエフライム・ウォレス・ブルの片腕の息子、エフライム・ブル・ジュニアによって消し止められた。家の再建を助けるため、友人達が寄付を集めた。そのうちフランシス・カボット・ローウェルは5,000ドルを集め、レバロン・ラッセル・ブリッグスは10,000ドルを集め、ジョージ・バンクロフトが個人的に1,000ドルを寄付した。エマーソンは終始Old Manseで家族とともに過ごしたが、避難所提供の申し出もあった。招待はアンネ・リンチ・ボッタ、ジェームズ・エリオット・カボット、ジェームズ・トーマス・フィールズ、アニー・アダムス・フィールズからであった。火事によって、エマーソンの本格的な講演活動には終止符が打たれ、その後は特別な時、親しい人達の前でだけ講演をした。
家が再建されている間、エマーソンはイギリス、ヨーロッパ大陸、エジプトを旅行した。1872年10月23日、娘のエレンと出発した。妻のリディアンは友人と共にOld Manseで過ごした。エマーソン達は1873年4月15日、友人のチャールズ・エリオット・ノートンと一緒に、オリンパス号でアメリカに帰国した。エマーソンのコンコードへの帰還は町をあげて祝福され、学校は休校になった。
1874年、エマーソンは詩文選'Parnassus'を出版した。その中にはソローその他は勿論のこと、アンナ・レティシア・バーボールド、ジュリア・キャロライン・ドール、ジャン・イングロー、ルーシー・ラルコム、ジョーンズ・ベリーが含まれた。詩文集は1871年秋頃には元々準備されていたが、出版社が校訂を求めたため遅れたのだった。
記憶障害に戸惑い、エマーソンは1879年には公共の場に姿を見せなくなった。オリバー・ウェンデル・ホームズは、「エマーソンは記憶障害と、言いたいことを表す言葉を見つける多大な困難から、人前で自分に信を置くことをためらっている。あの時の彼の狼狽を見るのは苦痛だ」と書いた。1882年4月21日、エマーソンは肺炎と診断された。彼は1882年4月27日に死去した。エマーソンはマサチューセッツ州コンコード、スリーピーホロウ墓地に埋葬された。彼はアメリカの彫刻家ダニエル・チェスター・フレンチに寄贈された白装束をまとい、棺に収められた。

## ライフスタイルと信条

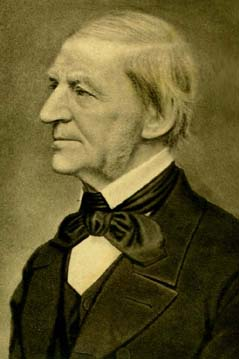
晩年のエマーソン

エマーソンの宗教観は、当時しばしば過激とみなされた。彼は万物は神とつながっていて、そのため万物は神聖であると信じた。神によって創造された自然の営みの効用を重視すると同時に、人間の言語活動は神によって創造されたものであり、人間にのみ与えられた第二の天地創造であると考えて重んじた。超絶主義の基礎となる彼の見解は、神は真理を明らかにする必要はなく、人間は自然から直接、直観的に真理を体得することが出来ると示唆している。そして、人間は自然同様に神秘である言語活動・文筆によって、直観によってとらえた自然の神秘を表現できると唱えた。超越主義思想は、ドイツ・ロマン主義運動と呼応し、文学運動から始まっており、エマーソンは、ドイツの詩人たちの人智を超えた詩才の湧出に触発されている。部分的に、ドイツ哲学と聖書批判学に影響を受けている。次元の高い立場からの神意識について語ったが、これはユニテリアン派の教義から導き出される帰結であると指摘されており、「相応」という中心概念は、スウェーデンボルグ神学の影響を受けている。『自然』において宗教的超越を説いたが、スェーデンボルグのように自分自身が神秘家になることはなかった。
エマーソンは、古い書物や歴史を知らなくても、自然に親しく触れ自然と同化し感応すれば、熟練の農夫が天気を読むように、人は深い神智に達し、創造の秘密を知ることができると説いた。このような考えは宗教的に見て異端性があり、批評家達は、エマーソンは中心なる神の像を取り払おうとしていると考えた。ヘンリー・ウェアー・ジュニアは、エマーソンは「世界の父」を取り去り、「孤児院の子供達」だけを残す危険性があると述べた。
講演者として生計を立てていたエマーソンは、聴衆に合わせて講演内容をある程度軌道修正する必要があった。そのため、彼の語る内容・才能は次第に常識的になっていき、「いわゆる自然賛美（Nature-writing）の文学になってしまった」、とも考えられている。
エマーソンは1844年まで熱心な奴隷制廃止論者になることはなかったが、日記から、若い頃から奴隷制への関心は始まり、奴隷を解放することを夢見てさえいたことがわかる。1856年6月、アメリカ上院議員チャールズ・サムナーの直後、廃止論者としての断固とした見解を打ち出した。エマーソンは、彼自身が契機とならなかったことを悔いた。「生まれ落ちるや否や、一直線に審問者の鉄槌を取る人達がいる。かくも素晴らしく、我々は道徳律に常に満たされている」と彼は書いた。夏の攻撃の後、エマーソンは奴隷制について公言し始めた。「私は奴隷制を排除しなければならない。さもなくば自由を排除することになる」と、その夏コンコードの集会で語った。エマーソンは奴隷制を、人間の不正行為の例として、とくに聖職者の職務にある時に用いた。1838年初頭、エリア・パリシュ・ラブジョイという名の廃止論者の出版者が、イリノイ州オールトンで殺害されたことに触発され、エマーソンは初めて公に反奴隷制の演説をした。「勇敢なラブジョイが言論の自由のために彼の胸を暴徒の凶弾に差し出したのは別の日だったが、来るべき時が来て死んだのだ」ジョン・クインシー・アダムスは、ラブジョイを殺害した暴徒は、「アメリカ大陸じゅうの地震同様に震撼させた」と語った。しかしながらエマーソンは、改革は軍事行動ではなく道義的合意により達成されるものだと主張した。1844年8月1日、コンコードでの講演で、廃止運動支持をより明確に言明した。彼は「我々はいかなる実際的倫理問題を公然と論じる時も、この運動とその持続によって主に恩恵を受けている」と述べた。
エマーソンは男性に性的関心を抱いたことがあったようである。ハーバード大学2年時、マーティン・ゲイという若い新入生に惹かれ、彼について性的な詩を書いている。彼はまた生涯を通じ、アンナ・ベーカーやカロリーヌ・スターギスといった様々な女性に熱を上げた。

## 影響

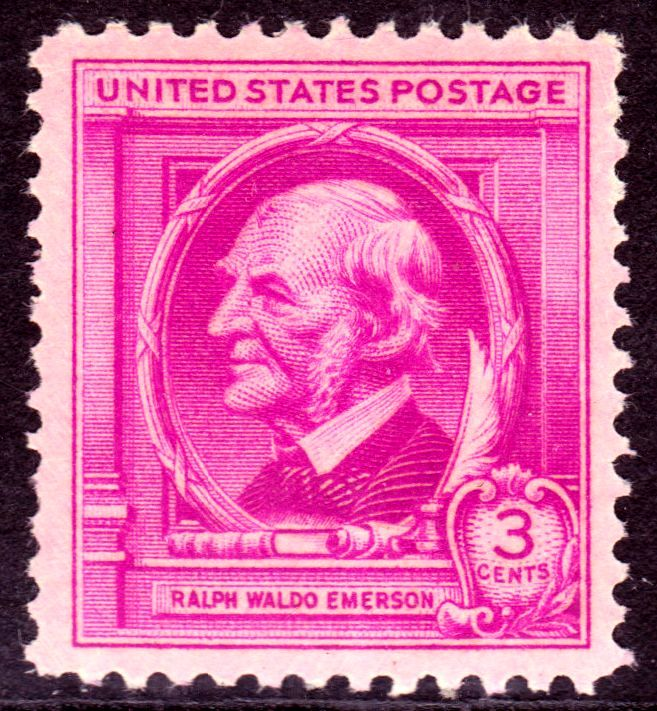
~ Ralph Waldo Emerson ~Issue of 1940

コンコードの賢者と呼ばれたエマーソンは、講演者や演説家としてアメリカの知的文化を先導する発言者となった。'The Atlantic Momthly'と'The North American Review'の編集者であるジェームズ・ラッセル・ローウェルは彼の'My Study Windows'(1871)の中で、エマーソンは「アメリカで最も絶え間なく人を引きつけた講演者」であるだけでなく、「講演様式の開拓者の一人」であるとコメントした。1849年にエマーソンに会ったハーマン・メルヴィルは、エマーソンは「宗教心に欠け」「知性に対する自惚れが強すぎて、最初は物をそれ自体の名で呼ぶことに尻込みする」と当初は考えたが、後には「偉大な人物」と讃えた。聖職者で超絶論者のセオドア・パーカーは、エマーソンが他者に影響を与え、鼓舞する能力について記している。「エマーソンの輝かしい才能が冬の夜に現れ、ボストンを漂い、無邪気な若者達の目にその大いなる幕開けを、美と神秘を見上げさせて、しばし魅了する。またそれは新たな道へ、新たな希望へ彼らを導くことで、永久的な霊感を与える」。
エマーソンを中心とする超絶主義思想自体は、1830年代から40年代の一時期、ボストンを中心に流行した。彼の思想は、文学思想として評価が定着した。
エマーソンの作品は、ウォルト・ホイットマンやヘンリー・デイヴィッド・ソローのような同時代人だけに影響を与えたのではなく、現在に至るまでアメリカや世界中の思想家・著述家に影響を与え続けている。「エマーソンが19世紀で最も影響力のある作家だと言うのはやや賛同を得難いが、今日学者達は大いに関心を寄せている。ウォルト・ホイットマン、ヘンリー・デイヴィッド・ソロー、ウィリアム・ジェームズは肯定的エマーソン論者である。」一方でハーマン・メルヴィル、ナサニエル・ホーソン、ヘンリー・ジェームズはエマソンの楽観的な個人主義に懐疑的だった。「T.S.エリオットにとって、エマーソンの評論は'足手まとい'だった。賢者ワルドは1914年から1965年までは権威を失ったが、ロバート・フロスト、ウォレス・スティーブンス、ハート・クレインといったアメリカの主な詩人達の作品の中に生き残り、栄光を取り戻した」。
ハロルド・ブルームは彼の著作'The American Religion'の中で、アメリカ宗教界の預言者としてエマーソンを繰り返し引用している。この本の中では主に、エマーソンが生きた時代に興ったアメリカ固有の宗教であるモルモン教やクリスチャン・サイエンスだけでなく、ブルームがヨーロッパの教会よりもグノーシス的とみなす、主流のプロテスタント教会にも言及している。'The Western Canon'の中でブルームは、エマーソンをミシェル・ド・モンテーニュと比較している。「私が知る唯一同等の読書経験は、アメリカのモンテーニュであるラルフ・ワルド・エマーソンの手記と日記を果てなく読み返すことである」。エマーソンの詩の数篇はブルームの'The Best Poems of the English Language'に収められているが、ブルームは彼が挙げるエマーソンの評論の最高傑作、'Self-Reliance'、'Circle'、'Experiance'と、'Conduct of life'のほぼ全部にはどの詩も及ばないと書いている。ブルームは、連の長さ、韻律、言い回しは息づかいで決まると考えており、チャールズ・オールセンの原型になったとみなしている。

### ニューソートへの影響
エマーソンの超絶主義は、19世紀後半にアメリカで始まったキリスト教異端的霊性運動ニューソートの理論的根拠として用いられ、運動が広まる支えとなっており、ニューソートはニューエイジ、カルト、通俗心理学、自己啓発運動や自己啓発書に大きな影響を与えている。

### 名前が由来するもの
- 2006年5月、エマーソンが「神学校演説」をした168年後、ハーバード神学校はエマーソン・ユニテリアン・ユニバーサリスト協会教授職の設立を発表した。[165]ハーバード大学はまた1900年に施設を、エマーソンホールと名付けた。[166]
- ニューヨーク市の独立区スタテンアイランド近郊のエマーソンヒルは、1837年から1864年まで在住した兄の判事ウィリアム・エマーソンの名による。[167]
- 1976年結成のエマーソン弦楽四重奏団はラルフ・ワルド・エマーソンに由来する。[168]
- ラルフ・ワルド・エマーソン賞は、高校生の歴史部門の評論に対し、毎年授与される[169]。
- 作家のラルフ・ワルド・エリソン（1914年3月1日-1994年4月16日）はエマーソンから名付けられた。

## 作品
- Nature (1836)
- The American Scholar (1837)
- Divinity College Address (1838)
- Literary Ethics (1838)
- Essays: First Series (1841)
- Man the Reformer (1841)
- The Conservative (1841)
- The Method of Nature (1841)
- The Transcendentalist (1842)
- Essays: Second Series (1844)
- The Young American (1844)
- Representative Men (1850)
- English Traits (1856)
- Brahma (1857)
- The Conduct of Life (1860)

## 著作（日本語訳）
- 『Civilization,art,eloquence and books; essays.』Dept.of Literature,Tokio Daigaku,、1873年。
- 『Culture and behavior; essays.』Dept.of Literature,Tokio Daigaku,、1882年。
- 『Essays of Emerson.』 1巻、Kyushundo,、1889年。
- 『エマーソン氏一語千金』蓮沼磐雄訳、1897年。
- ノルトン編 編『恵磨遜の書簡』民友社訳、民友社、1901年9月。
- 『偉人論　標註』大谷正信訳、大日本図書、1903年10月。
- 『恵馬遜傑作集』大谷正信訳、大日本図書、1906年11月。
- 『処世論』高橋五郎訳、玄黄社、1910年2月。
- 『エマーソン論文集』 第1編、水島慎次郎訳、内外出版協会、1910年3月。
- 『大英国民』水島耕一郎訳、博文館、1912年7月。
- 『エマーソン論文集』戸川秋骨(明三)訳、玄黄社、1912年。
- 『社交論』高橋五郎訳、日進堂、1913年。
- 『偉人論講話』栗原古城訳註、東亜堂書房、1913年。
- 『エマアソン全集』 第1-8巻、国民文庫刊行会〈泰西名著文庫 第2部〉、1917年。
- 『自然論　附・エマソン詩集』中村詳一訳、越山堂〈世界名著文庫 第10編〉、1920年。
- 『エマスン詩集』中村詳一訳、聚英閣〈泰西詩人叢書 第2編〉、1923年。
- 『世界大思想全集』 第21巻、春秋社、1931年。
- 『代表偉人論』平田禿木訳、玄黄社、1932年。
- 『自然論』片上伸訳、岩波書店〈岩波文庫 952〉、1933年。
- 『代表偉人論』柳田泉訳、春秋社〈春秋文庫 第3部 第3〉、1933年。
- 『自然論』柳田泉訳、春秋社〈春秋文庫 第3部 第5〉、1933年。
- 『エマスン論文集　第1巻. 歴史・自恃・報償 他3篇』戸川秋骨訳、岩波書店〈岩波文庫 1808-1813〉、1938年。
- 『エマスン論文集　第2巻. 細慮・勇壮・大霊 他4篇』戸川秋骨訳、岩波書店〈岩波文庫 1808-1813〉、1939年。
- 『エマスン論文集　第3巻. 経験・人格・作法 他5篇』戸川秋骨訳、岩波書店〈岩波文庫 1808-1813〉、1939年。
- 『代表偉人論』柳田泉訳、春秋社松柏館〈春秋社思想選書〉、1941年。
- 『代表偉人論』 第1-5、柳田泉訳、春秋社松柏館〈清明文庫〉、1946年。
- 『アメリカの学者　他3篇』高木八尺・斎藤光訳、新月社〈英米名著叢書〉、1947年。
- 『エマスン論文集』原一郎訳註、筑紫書房〈Helix Library〉、1948年。
- 『英国の印象』加納秀夫訳、新月社〈英米名著叢書〉、1948年。
- 『エマソンの言葉』志賀勝訳、西村書店、1948年。
- 『英国の印象』加納秀夫訳、新月社〈英米名著叢書〉、1948年。
- 『エマソン日記抄』富田彬訳、新月社〈英米名著叢書〉、1948年。
- 『代表偉人論』柳田泉訳、春秋社〈思想選書〉、1949年。
- 『エマアスン選集』 第1・2冊、関書院、1949年。
- 『学問の仕方』市橋善之助訳、星光書院、1950年。
- 『英国の印象』加納秀夫訳、研究社出版〈アメリカ文学選集〉、1957年。
- ブリス・ペリー編 編『エマソンの日記』富田彬訳、有信堂〈アメリカ思想史叢書 第9〉、1960年。
- 『エマソン選集 第1巻 自然について』斎藤光訳、日本教文社、1960年。
- 『エマソン選集 第2巻 精神について』入江勇起男訳、日本教文社、1961年。
- 『エマソン選集 第3巻 生活について』小泉一郎訳、日本教文社、1961年。
- 『エマソン選集 第4巻 個人と社会』原島善衛訳、日本教文社、1960年。
- 『エマソン選集 第5巻 美について』斉藤光訳、日本教文社、1961年。
- 『エマソン選集 第6巻 代表的人間像』酒本雅之訳、日本教文社、1961年。
- 『エマソン選集 第7巻 たましいの記録』小泉一郎訳、日本教文社、1961年。
- 『人間教育論』市村尚久訳、明治図書出版〈世界教育学選集〉、1971年。
- 『エマソン論文集 上巻 自然他6篇 略年譜』酒本雅之訳、岩波書店〈岩波文庫〉、1972年。度々復刊
- 『エマソン論文集 下巻 大霊・円他6篇 訳者解説』酒本雅之訳、岩波書店〈岩波文庫〉、1973年。度々復刊。計15編
- 『自然と逍遥』H.D.Thoreau著、青山義孝編註、旺史社教科書部、1988年2月。ISBN 4-87119-501-5。
- 生駒幸運編 編『自己信頼と償いについて』旺史社教科書部、1992年4月。ISBN 4-87119-556-2。
- 『エマアソン全集 第1巻 論文集 上巻』平田禿木訳、日本図書センター、1995年10月。ISBN 4-8205-9414-1。ISBN 4-8205-9413-3 (セット)
- 『エマアソン全集 第2巻 論文集 下巻』平田禿木訳、日本図書センター、1995年10月。ISBN 4-8205-9415-X。ISBN 4-8205-9413-3 (セット)
- 『エマアソン全集 第3巻　代表偉人論』平田禿木訳、日本図書センター、1995年10月。ISBN 4-8205-9416-8。ISBN 4-8205-9413-3 (セット)
- 『エマアソン全集 第4巻　社交及孤独』戸川秋骨訳、日本図書センター、1995年10月。ISBN 4-8205-9417-6。ISBN 4-8205-9413-3 (セット)
- 『エマアソン全集 第5巻　英国印象記』平田禿木訳、日本図書センター、1995年10月。ISBN 4-8205-9418-4。ISBN 4-8205-9413-3 (セット)
- 『エマアソン全集 第6巻　文学及社会』戸川秋骨訳、日本図書センター、1995年10月。ISBN 4-8205-9419-2。ISBN 4-8205-9413-3 (セット)
- 『エマアソン全集 第7巻　自然論、演説及講演』戸川秋骨訳、日本図書センター、1995年10月。ISBN 4-8205-9420-6。ISBN 4-8205-9413-3 (セット)
- 『エマアソン全集 第8巻　人生論』戸川秋骨訳、日本図書センター、1995年10月。ISBN 4-8205-9421-4。ISBN 4-8205-9413-3 (セット)
- 『自然について』斎藤光訳（選集の新装版）、日本教文社〈エマソン名著選〉、1996年12月。ISBN 4-531-02111-8。
- 『精神について』入江勇起男訳（選集の新装版）、日本教文社〈エマソン名著選〉、1996年12月。ISBN 4-531-02112-6。
- 『自己信頼　新訳　世界的名著に学ぶ人生成功の極意』伊東奈美子訳、海と月社、2009年2月。ISBN 978-4-903212-10-4。
- 『エマソン詩選』野田明ほか訳、未來社〈転換期を読む〉、2016年5月。ISBN 4-624-93446-6。
- 『イギリス的国民性』高橋昌久訳、京緑社〈マテーシス古典翻訳シリーズ〉、2023年。

## 関連文献
- 『超越主義　アメリカ古典文庫17』 斎藤光訳、研究社、1975年